# Rizo (náutica)
En náutica, el rizo es el pedazo de la trenza llamado cajeta, que, pasado por el ollao u ojete hecho al interno en las velas, sirve de tomador para aferrar una parte de estas y de envergue para la restante, disminuyendo así por consiguiente su superficie a fin de que pueda resistir a la fuerza del viento. Esta maniobra se expresa con la frase de tomar rizos y la contraria, con la largar rizos. 

## Segundo concepto
En náutica, el rizo es la faja o andana que forman los ollados y los rizos pasados por ellos en una vela desde relinga a relinga, y que en algunas es paralela al gratil, en otras al pujamen, y en otras oblicua, según sus respectivas clases. 

## Tipos de rizos
- Rizo de caza: en algunos buques de cruz que gastan cuatro fajas de rizos en las gavias, la primera de arriba o la más inmediata al grátil, la cual en este supuesto se lleva siempre tomada cuando se ciñe el viento, porque así puede la vela llegar a reclamar. En los faluchos guardacostas es la primera faja de rizos de la mayor, la cual se lleva muchas veces tomada, no largándola sino para dar caza y si el tiempo lo permite.
- Rizo grande (Tercerol): en los faluchos, el primero debajo.
- Rizo chico: en los faluchos, el tercero y último de arriba, que se toma cuando hay mucho viento, quedando entonces la vela en la disposición y figura que llaman el tiple.
- Rizos bajos: los de las cangrejas y latinas que se toman desde la cubierta.
- Rizos altos: los de las místicas, que se toman subiendo la gente encima de las entenas.

## Expresiones relacionadas

### Por la maniobra
- Tomar rizos: disminuir la superficie de la vela, plegando parte de ella y sujetando con los rizos lo plegado.
- Largar los rizos: aumentar la superficie de la vela desamarrando los rizos que mantenían aferrada, plegada o arrollada una parte de ella. En los buques en que desde cubierta se disminuye la superficie de las velas, la maniobra de largar los rizos se reduce a hacer que la verga en que está arrollado el paño rote en sentido contrario al que lo verifica para tomarlos.

### Por la forma de la maniobra
- Rizo en coa (rizo en randa): modo adverbial que expresa el método de tomar rizos en los faluchos sin disminuir la longitud de la entena.
- Rizo en llama: otro modo adverbial con que en dichos barcos se designa el método de tomar rizos, disminuyendo la longitud de la entena por medio de sus llamas, que al efecto se corren mutuamente hacia el centro.